# 大刀洗町
大刀洗町（たちあらいまち）は、福岡県の南部、筑後平野の北部にある町。三井郡に属する。久留米市への通勤率は15.4%（平成22年国勢調査）。

## 地理
福岡県の南部、久留米市から北東へ約15 km、福岡市から南東へ約30 kmの場所に位置している。町域すべてが筑後平野に含まれており、地形は平坦である。
町の南東部を筑後川が流れ、久留米市との境界を成している。筑後川は日本有数の暴れ川であるため古くから治水に力が注がれており、その名残として大刀洗町三川の床島には輪中堤が現存しており、三川の最南東端部である朝倉市・久留米市との境界付近に床島堰が築かれている。

### 隣接する自治体
- 朝倉市
- 小郡市
- 久留米市
- 朝倉郡筑前町

## 歴史

### 町名の由来
南北朝時代、菊池武光が小川を渉ったところを「菊池渡り」といい、太刀を洗った川を「太刀洗川」と称するようになったことが「太刀洗」という地名の由来だと言われている。ただし現在では「大刀洗」と「太刀洗」の2種類の表記が混在している。これは1889年に町村制が発足した際、村が「太刀洗村」と申請していたものが「大刀洗村」として官報に掲載されてしまったためである。

### 近現代
- 1955年（昭和30年）3月31日 - 大刀洗村・本郷村・大堰村が対等合併し、大刀洗町が発足。
  - 当初福岡県からは、大刀洗村・本郷村は同じ御原郡に所属していた立石村（現・小郡市）と、大堰村は同じ御井郡に所属していた金島村・大城村（現・久留米市北野町）と合併する案が提示されていた。
  - 大刀洗村と立石村は合併の仮調印も終えていたが、合併により町の中心地から外れてしまうことを懸念した本郷村有力者の意向により、立石村の代わりに大堰村を加えた3村の合併が進められた。
  - 現在の大刀洗町役場が、町の中心とは言い難い大字富多（旧・大堰村域）にあるのは、合併時の妥協の産物である。
- 1991年（平成3年）2月27日 - 甘木市と境界変更。
- 1993年（平成5年）4月30日 - 甘木市と境界変更。
- 1995年（平成7年）4月14日 - 三井郡北野町と境界変更。
- 1996年（平成8年）5月17日 - 小郡市と境界変更。
- 1997年（平成9年）
  - 4月23日 - 甘木市と境界変更。
  - 4月23日 - 三井郡北野町と境界変更。
- 2000年（平成12年）8月31日 - 三井郡北野町と境界変更。
- 2003年（平成15年）2月14日 - 三井郡北野町と境界変更。

### 歴代町長
1. 平田糸次郎
2. 矢永進
3. 井上虎之助
4. 四ヶ所靖登
5. 柳武敏
6. 平田喜次郎
7. 安丸国勝（2008年1月30日－2020年1月29日）3期

### 地名
- 大刀洗村域 - 今・鵜木・上高橋・下高橋・高樋・山隈
- 本郷村域 - 春日・甲条・栄田・本郷
- 大堰村域 - 菅野・冨多・中川・西原・八幡・三川・守部

## 行政

### 町長
- 中山哲志（2期目）
- 任期：2028年1月29日

### 町議会
- 定数：12人
- 任期：2027年9月30日

### 消防
- 久留米広域消防本部
  - 三井出張所

### 警察
- 福岡県警察小郡警察署
  - 大刀洗交番

## 地域

### 人口
| |                                          |  |
| 大刀洗町と全国の年齢別人口分布（2005年） | 大刀洗町の年齢・男女別人口分布（2005年） |  |
| ■紫色 ― 大刀洗町 ■緑色 ― 日本全国 | ■青色 ― 男性 ■赤色 ― 女性                |  |
| 大刀洗町（に相当する地域）の人口の推移 \| 1970年（昭和45年） \| 12,769人 \| \| \| 1975年（昭和50年） \| 12,773人 \| \| \| 1980年（昭和55年） \| 13,203人 \| \| \| 1985年（昭和60年） \| 13,576人 \| \| \| 1990年（平成2年） \| 14,098人 \| \| \| 1995年（平成7年） \| 14,755人 \| \| \| 2000年（平成12年） \| 15,227人 \| \| \| 2005年（平成17年） \| 15,400人 \| \| \| 2010年（平成22年） \| 15,284人 \| \| \| 2015年（平成27年） \| 15,138人 \| \| \| 2020年（令和2年） \| 15,521人 \| \| |                                          |  |
| 総務省統計局 国勢調査より |                                          |  |
| 1970年（昭和45年） | 12,769人                                 |  |
| 1975年（昭和50年） | 12,773人                                 |  |
| 1980年（昭和55年） | 13,203人                                 |  |
| 1985年（昭和60年） | 13,576人                                 |  |
| 1990年（平成2年） | 14,098人                                 |  |
| 1995年（平成7年） | 14,755人                                 |  |
| 2000年（平成12年） | 15,227人                                 |  |
| 2005年（平成17年） | 15,400人                                 |  |
| 2010年（平成22年） | 15,284人                                 |  |
| 2015年（平成27年） | 15,138人                                 |  |
| 2020年（令和2年） | 15,521人                                 |  |

### 教育

#### 小・中学校
町立
- 大刀洗中学校
- 大刀洗小学校
- 大堰小学校
- 本郷小学校
- 菊池小学校

## 特産品
- 人参焼酎
- 焙煎麦焼酎

## 産業

### 大刀洗町に事業所を置く主な企業
- パナホーム
- オリエンタル建設

## 交通
最寄り空港は福岡空港

### 鉄道路線
町役場へは大堰駅が最寄りとなる。なお、太刀洗駅は隣の筑前町に存在する。町内の駅はすべて無人駅である。
- 西日本鉄道（西鉄）甘木線
  - 本郷駅 - 大堰駅
- 甘木鉄道（甘鉄）甘木線
  - 西太刀洗駅

### 道路

#### 高速道路
大分自動車道が町内を通っているが、インターチェンジはない。パーキングエリアとして大刀洗パーキングエリアがある。最寄りのインターチェンジは筑後小郡インターチェンジ。

#### 主な一般道路
一般国道および主要地方道
- 国道322号
- 国道500号
- 福岡県道14号鳥栖朝倉線
- 福岡県道53号久留米筑紫野線

### バス路線
- 高速バス - 大刀洗パーキングエリアに併設された大刀洗バスストップ（高速大刀洗）に日田市と福岡市を結ぶ「ひた号」が停車する。
- 一般路線バス
  - 西鉄バス（西鉄バス久留米） - 2019年10月1日より久留米市中心部と同北野地区を結ぶ路線を大刀洗町内に延長し、約15年ぶりに町内で西鉄バス一般路線の本格運行が開始された。
    - 21・22：西鉄久留米 - 北野 - 今村天主堂（21はゆめタウン久留米、22は千本杉経由）
- コミュニティバス - 現在、大刀洗町が主体となって運行しているものはない。
  - 2013年11月から2ヶ月間、無料でコミュニティバスを試行運転したが本格運行には至らなかった。
  - 2017年12月より大刀洗小学校校区で無料の「大刀洗校区巡回バス」を運行している。地域自治会による運行で、運賃は無料。
  - 久留米市北野地域よりみちバス「コスモス号」金島便の「大堰駅」「Aコープ大刀洗店」が大刀洗町内に設置されている。町内相互間の利用も可能。

#### 廃止路線
西鉄バスにより長崎本線肥前麓駅から西鉄天神大牟田線端間駅を経て本郷へ至る端間線（2001年3月廃止）と、西鉄鳥栖から西鉄小郡駅、松崎、下高橋・北野経由でJR久留米駅へ至る北野線（2004年3月廃止）、西鉄鳥栖から西鉄小郡駅、松崎、筑後十文字経由で甘木バスセンターへ向かう鳥栖・甘木線（2001年3月廃止）が存在した。いずれも末期は子会社へ移管されていた。
その後、2016年2月1日から3月31日まで、久留米市が行う社会実験として西鉄バス久留米がゆめタウン久留米 - 北野 - 大刀洗D＆D間に路線バスを運行し、一時的に大刀洗町内に西鉄バス一般路線が乗り入れていた。

### 乗合タクシー
2022年7月1日より、のりあい定額タクシー「ひばり号」を運行している。1回500円（割引対象者は300円）で、事前登録が必要。町内全域と久留米市、小郡市の一部医療施設へ運行する。

## 名所・旧跡・観光スポット・祭事・催事
- 下高橋官衙遺跡（国の史跡）
- 今村天主堂（国の重要文化財）
- 三原城跡
- 旧日本陸軍太刀洗飛行場跡

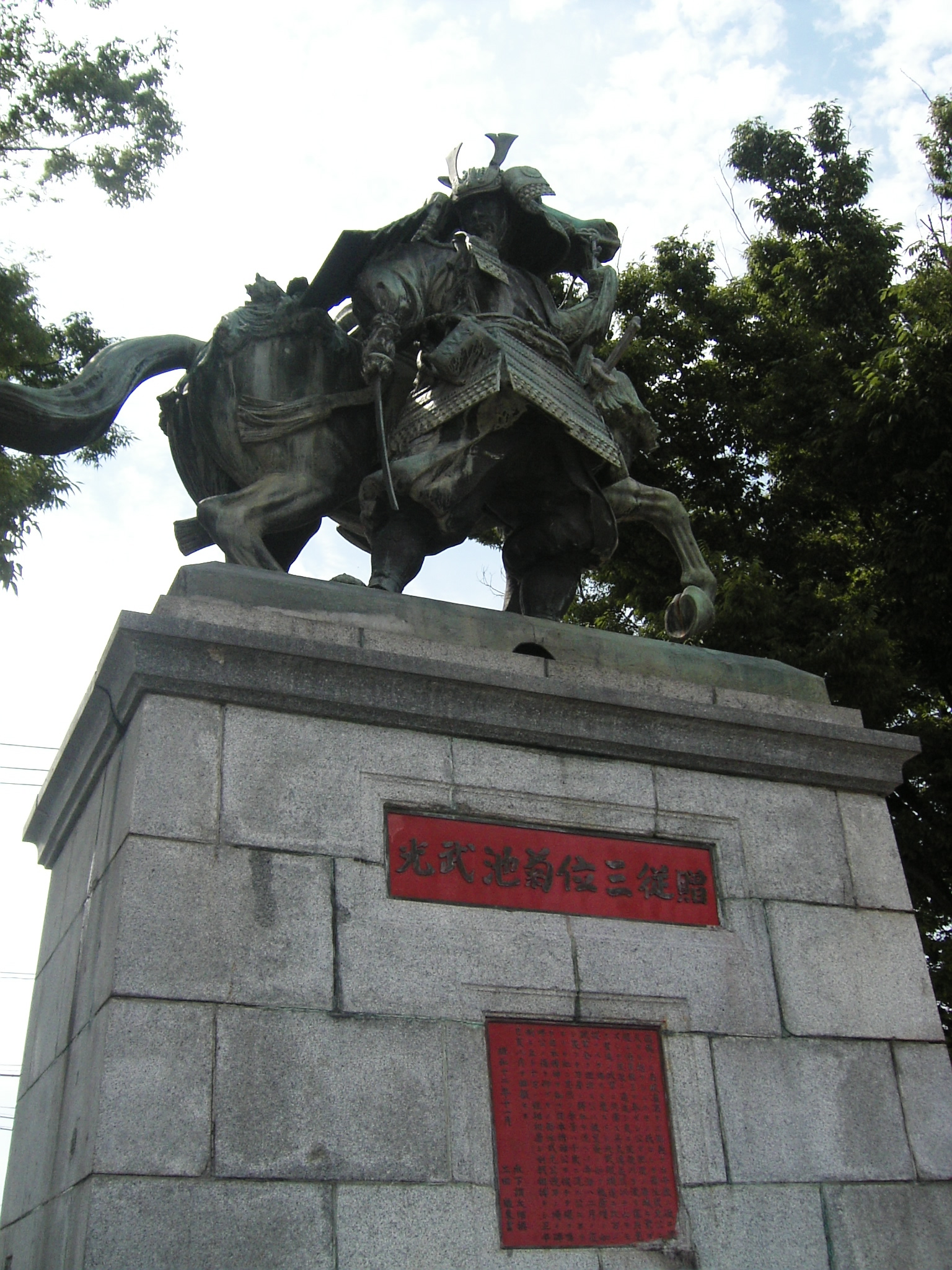
大刀洗公園にある菊池武光像

  - 筑前町立大刀洗平和記念館は隣の筑前町に存在する。
- 大刀洗公園（菊池公園）
  - 南北朝時代の武将、菊池武光の銅像が建っている。また、桜の名所でもある。

## 著名な出身者
- 木庭健太郎 - 参議院議員
- 佐田樹理（元・女子バレーボール選手）